# Сассенаж, Шарль-Франсуа де
Маркиз Шарль-Франсуа де Сассенаж (фр. Charles-François de Sassenage; 1704 — 2 июля 1762) — французский государственный и военный деятель.

## Биография
Сын графа Исмидона-Рене де Сассенажа и Мари-Терезы д'Альбер.
Сеньор де Пон-ан-Руайян, д'Изерон в Дофине, граф де Монтелье в Валентинуа, 2-й барон и верховный руководитель в Штатах провинции, протектор, защитник и авуэ епископств Валанса и Ди. В 1720 году был признан наследственным генеральным наместником Дофине. 1 июня 1721 получил комиссион на чин полковника, в ноябре 1722 стал кампмейстером кавалерийского полка своего имени. В 1730 году стал генеральным наместником Дофине.
1 августа 1734 был произведен в бригадиры, в октябре 1740 оставил свой полк. В феврале 1745 вошел в число восьми менинов дофина. В 1746 году отставлен от должности генерального наместника.
2 февраля 1749 пожалован в рыцари орденов короля, получил цепь ордена Святого Духа 25 мая.
25 апреля стал дворянином свиты дофины.

## Семья
Жена (9.6.1718): Мари-Франсуаза-Казимира де Сассенаж (1705—13.12.1786), маркиза де Сассенаж и де Пон-ан-Руайян, дочь Габриеля Альфонса Беранже де Сассенажа, маркиза де Сассенажа, и Катрин Фердинанды Отён, его двоюродная сестра
Дети:
- Мари-Франсуаза Беранже де Сассенаж (1724—?). Муж 1) (8.10.1740): граф Луи-Франсуа де Можирон (ум. 1767), генерал-лейтенант; 2) (23.08.1768): Арман-Себастьен де Брюк
- Мари-Жюстин Беранже де Сассенаж. Муж: маркиз Сезар-Мари де Таларю
- Анн-Габриель Беранже де Сассенаж. Монахиня в королевском аббатстве Суайон
- Мари-Франсуаза-Камилла Беранже де Сассенаж (1738—1810). Муж (2.07.1755): маркиз Раймон-Пьер де Беранже (1733—1806)
- Мари-Тереза Беранже де Сассенаж. Муж (7.1764): маркиз Клод-Жан-Батист де Франкевиль